# Rata xinxilla d'Uspallata
La rata xinxilla d'Uspallata (Abrocoma uspallata) és una espècie de mamífer rosegador de la família dels abrocòmids. És endèmica de la província de Mendoza (Argentina). Es tracta d'un animal herbívor que s'alimenta de plantes del gènere Larrea. El seu hàbitat natural és el Desert del Mont. Es desconeix si hi ha cap amenaça significativa per a la supervivència d'aquesta espècie.